# Österäng, Kristianstad
Österäng är en stadsdel och ett bostadsområde i Kristianstad byggt 1971 till 1982. Innan bostadsområdet byggdes en gymnasieskola. På bostadsområdet byggdes 1300 lägenheter. Befolkningen på området blir omkring 3000 personer.

## Österängsgymnasiet

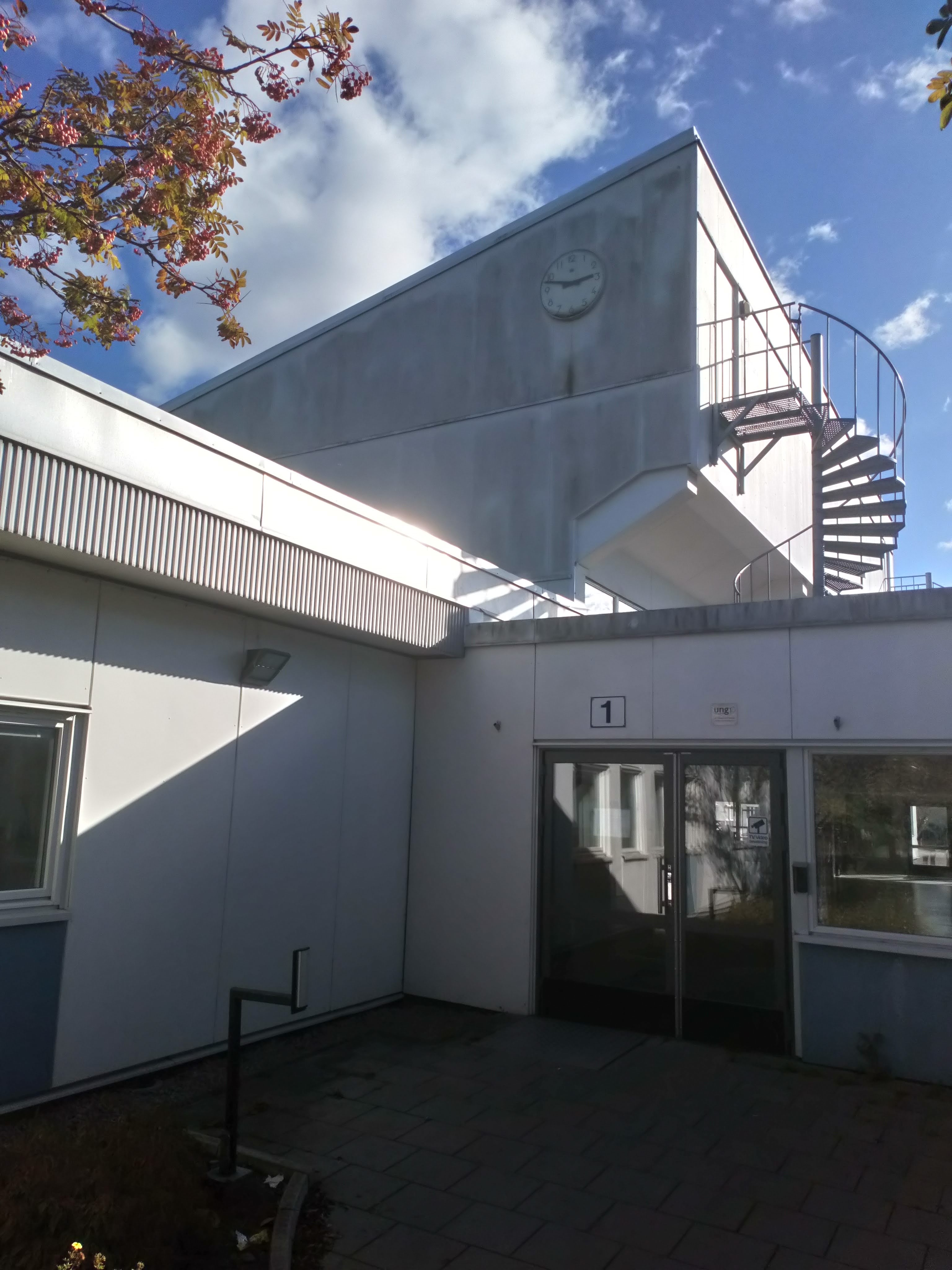
Elevernas entré till skolan. Foto 2024.

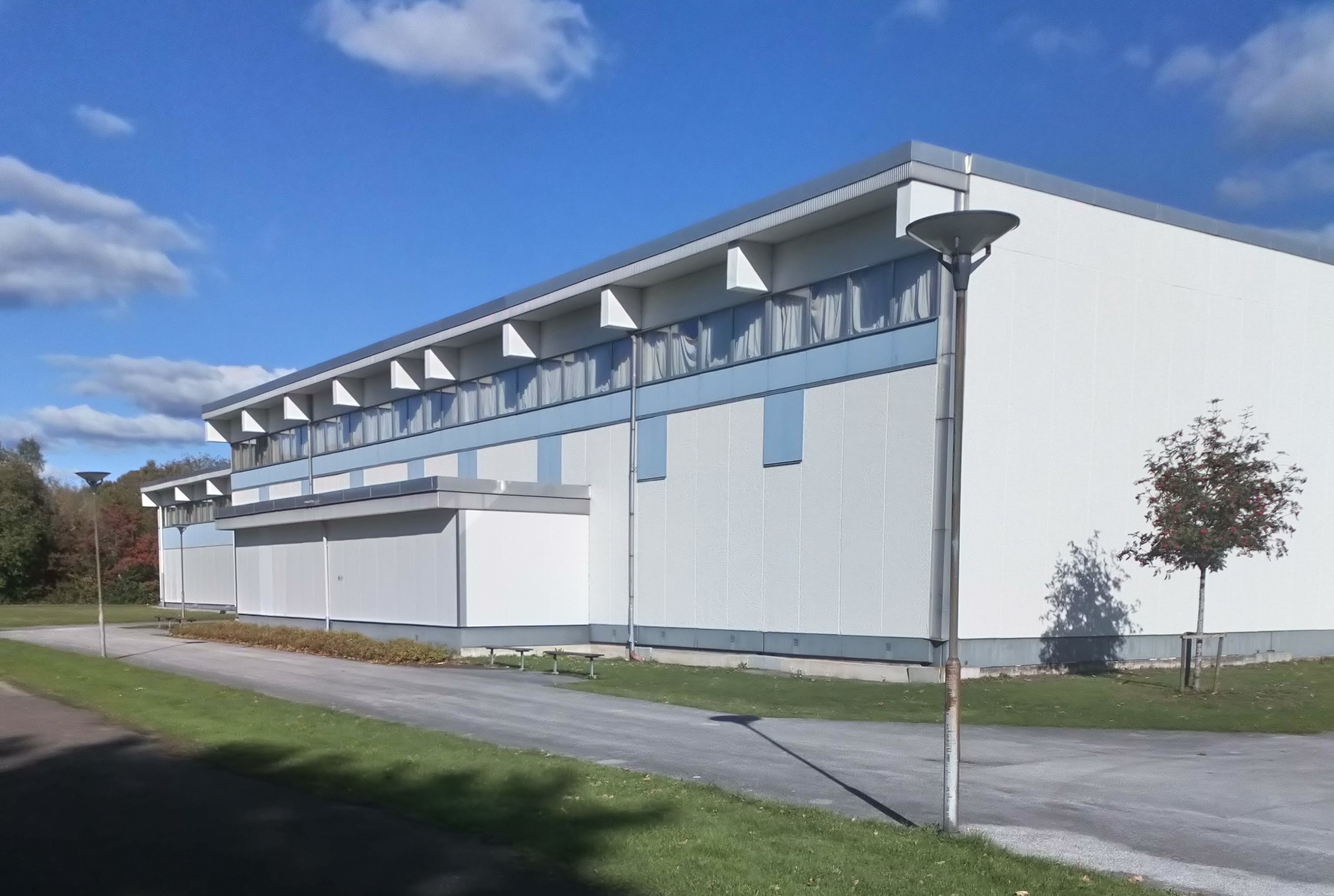
Österängskolans idrottshall. Foto 2024.

Österängskolan var färdigbyggd 1968 och togs i bruk höstterminen samma år. Skolan var byggd för de naturvetenskapaliga och tekniska linjerna på det nya gymnasiet. Skolan har bytt namn till Österängsgymnasiet. Skolan har sedan byggts ut ett par gånger 1974-1975 och 1981 och har 2024 dels yrkesförberedande utbildningar och dels tre studieförberedande linjer. Skolan är Kristianstad största gymnasieskola med omkring 1000 elever. 2005 byggdes klassrum som användes av det naturvetenskapliga programmet som också fick ny utrustning. Österängsgymnasiet var då byggd för över 30 år sedan och hade blivit mycket omodern i sin planering och hade slitna lokaler. Ombyggnaden orsakades av en överflyttning av elever från vuxenskolan till skolan.
Den 9 juni 2022 meddelade Kristianstadbladet att det blir en ny kommunal gymnasieskola i Galleria Boulevards C-del. Gymnasieorganisationen görs om och fyra skolor blir tre. Men det 13 april 2023 annonserades att Österäng skulle bli kvar på sin gamla plats. Under 2024 stod det klart att Galleria Boulevard skulle användas för att flytta högskolan till centrum och därmed skrinlades planerna på att flytta Österäng till gallerian. I Kristianstad kommunhus introducerades en utredning med sikte på att Österänggymnasiet ska kunna vara kvar i befintliga lokaler ända till 2050. Lokalerna har tidigare ansetts för slitna för att renoveras.

## Österängs bostadsområde

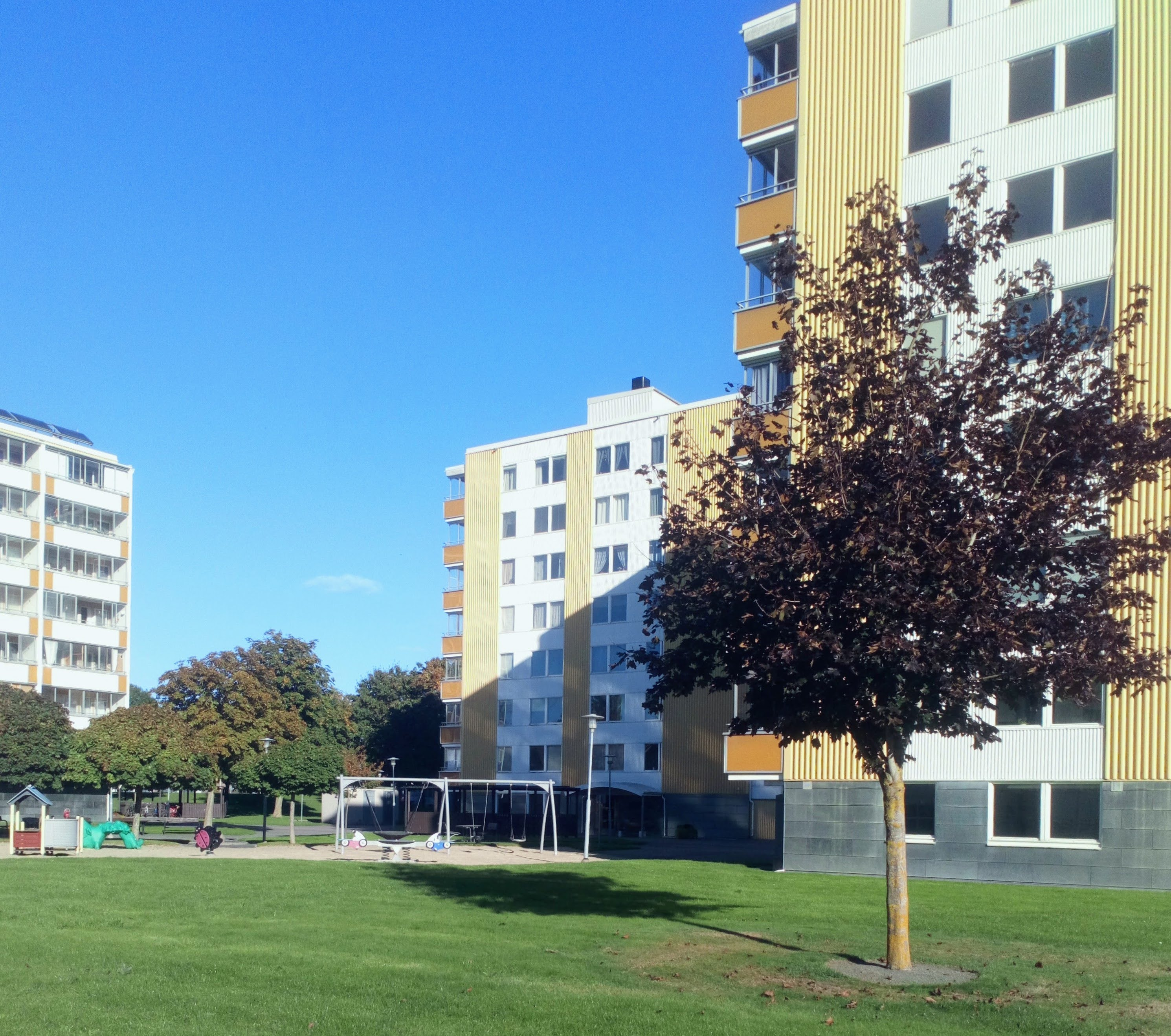
Tre åtta våningar höga punkthus på Österäng, foto 2024.

1971 börjar bostadsområdet byggas och 1975 var hälften av området byggt när Österängs centrum invigs. Kostnaden för centrum uppgick  till 15,2 miljoner kronor 1975.  Enligt planen som ritades av Riksbyggens Arkitektkontor 1970 skulle 21 åtta våningars punkthus byggas på området. Dessutom innehåller planen 28 trevånings loftgångshus. Husen är placerade i sju grupper där fyra trevånings lamellhus som bildar en grupp med tre åttavånings punkthus. Av de skisserade punkthusen byggs aldrig de tre nordligaste. 1977 blev marknaden mättad för lägenheter i flerfamiljshus men det rådde fortsatt stor efterfrågan på småhus. De tre punkthusen ersattes då av låga kedjehus. Ytterligare ett punkthus byggs 1997 i form av ett servicehus, Österängsgården lite väster om centrum på området. Den totala byggkostnaden för Österäng blir för ABK 132 miljoner vilket bara motsvarar 100 000 kr per lägenhet. 
Centrum omges av stora grönområden med gångstråk mot centrum på området. Inom området finns ingen biltrafik och man kommer till området på gator som löper runt området och parkeringarna ligger på områdets utkanter nära matargatorna. Gatorna namnges efter författare med anknytning till Kristianstad som Albert Henning, Fredrik Böök, Hjalmar Söderberg och Frans G Bengtsson. Låg och mellanstadieskolan döps till Gustaf Hellström-skolan efter författaren.

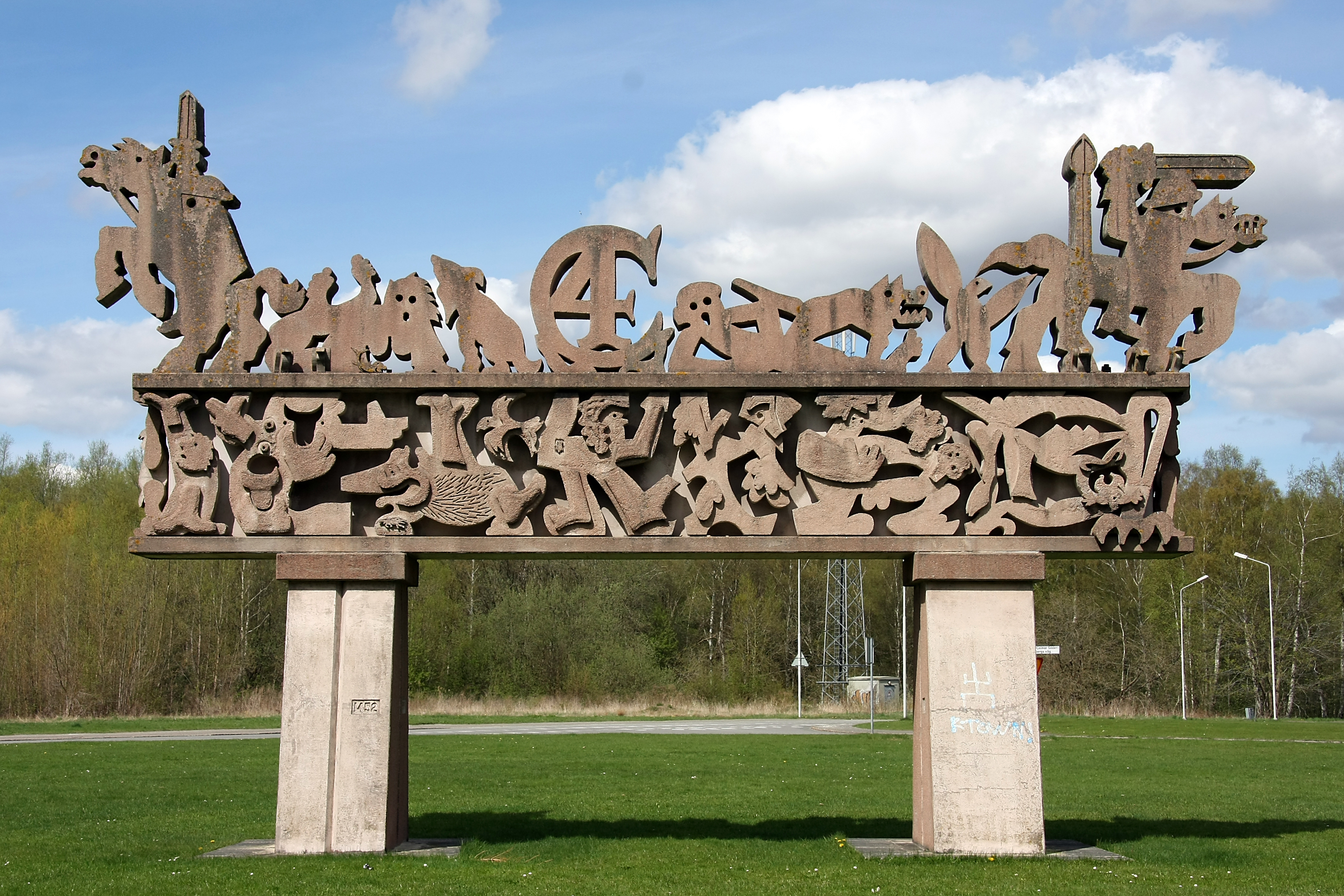
Från Vä till Österäng av Per Olov Ultvedt

Den yttre miljön ändras senare och får dammar och trädgårdskonst. Dammarna är delvis ett sätt att hantera dagvattnet på det låglänta området. Ljuspelare sätts upp för att markera infarten till centrum och servicehus. Området har tre konstverk.  Axel Olsson bronsstaty Tippen föreställer tre barn, två pojkar som tippar en flicka från en skottkärra. Statyn står vid servicehuset efter att ha flyttats från det nedlagda Österängsbadet. Utanför biblioteket fanns statyn Eke av Arne Sandström. Statyn består av 18 pelare av ek som liknar vrakgods. 1988 sattes konstverket från Vä till Österäng av Per Olov Ultvedt upp. Det är ett monument i betong som är nio meter långt och fem meter högt. Det gestaltar mötet mellan danskt och svenskt i krig och fred.

## Bakgrund
Genom kommunsammanslagningarna 1967–1974 mer än fördubblades antalet invånare i Kristianstads kommun från 27 500 till 66 700. På Gamlegården växte antalet boende och 1974 bodde närmare 7 000 personer på området. De flesta var barnfamiljer. I takt med fler etableringar av industrier på Näsby industriområde ökade arbetskrafts invandringen  och 1975 bodde nästan 1 400 invandrare i centralorten Kristianstad. De flesta kom  då från Grekland, Jugoslavien och Finland. Den stora satsningen på Gamlegården räckte inte för att mätta kommunens behov av hyresbostäder. Redan under invigningen av Gamlegården kunde besökarna studera en utställning som visade AB Kristianstadsbyggens (ABK) nästa stora bostadsprojekt som man då kallade Österängsgården.
Gamlegården låg enligt bostadsstyrelsen i Kristianstad för långt från stadskärnan. Olika alternativ för ny bebyggelse diskuterades bland annat Härlövs ängar dryftades, men slutligen valdes Österäng som platsen för ett nya bostadsområdet. Teknikerna avrådde på grund av markförhållandena. Området var tidigare sjöbotten och ligger mer än två meter under havsytan. Före torrläggningen på 1860-talet låg området ute i Nosabysjön. Flera ledamöter i fullmäktige reserverade sig mot beslutet. Robert Larsson, Kristianstads stadsarkitekt argumenterade  däremot för Österängsalternativet. Han betonade områdets närhet till centralsjukhuset  ”vilkas anställda på bekvämt avstånd från sin arbetsplats bör kunna bo i Österängsområdet”.

## Minskad efterfrågan på bostäder och sociala problem

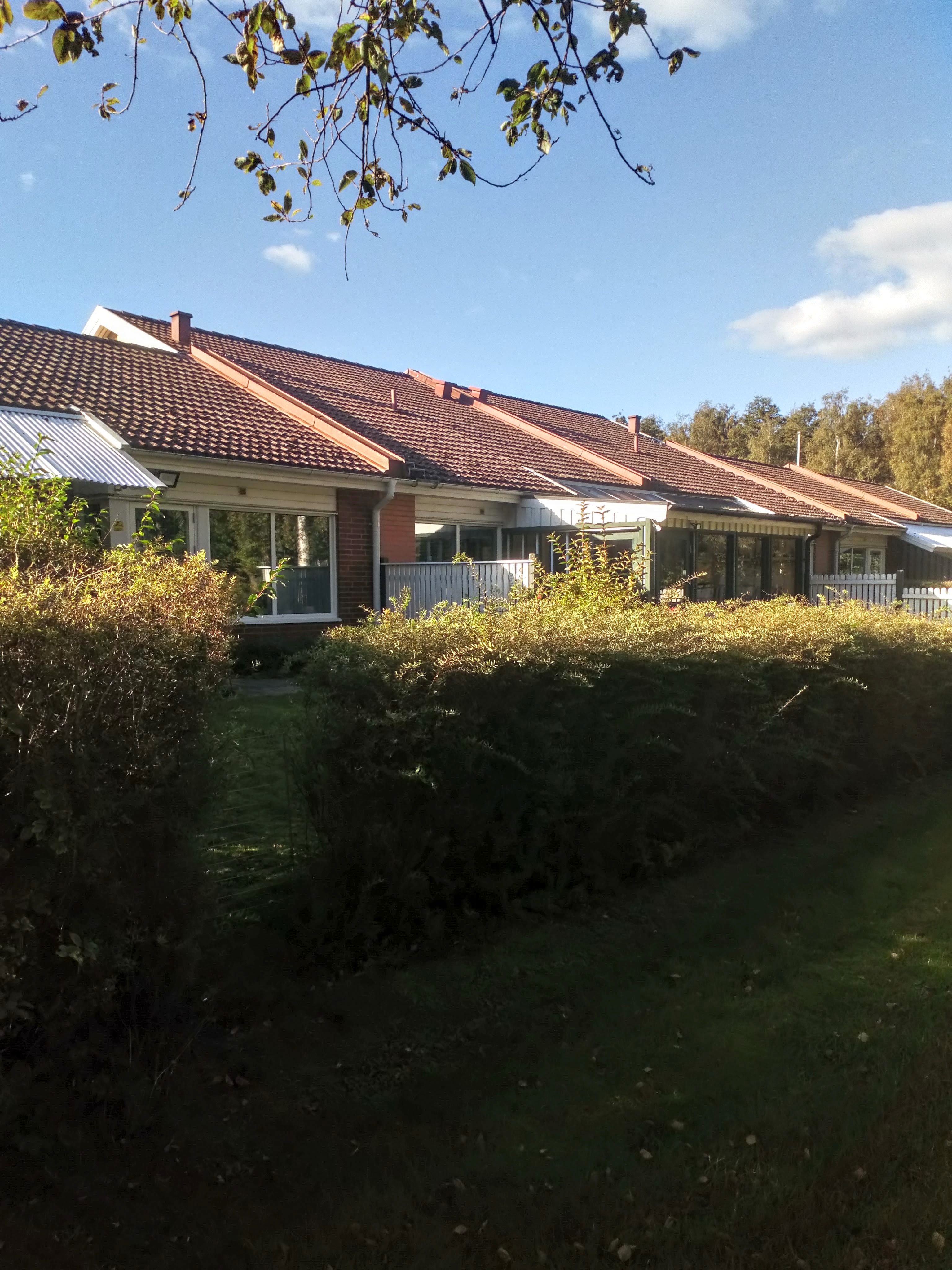
Kedjehus byggda i slutet av 1970-talet istället för åttavånings punkthus

ABK  började bygga bostadsområdet Österäng 1972 men efterfrågan på hyreslägenheter minskade efter bara några år och utbyggnaden bromsades. 1975 var bara hälften av de planerade lägenheterna färdiga men centrumanläggningen var klar och invigdes. ABK fyllde tjugofem år samma år och de båda jubileerna firades tillsammans vid invigningen. Landshövding Bengt Petri kallade Österäng för ett  ”framåtsyftande experiment”. Österängs centrum hade livsmedelsaffär,  sparbank, låg- och mellanstadieskola, fritidsgård, idrottsgård, bibliotek, barnstuga och inomhusbad samt Österängs kyrka med samlingslokaler och dessutom fanns på centrumet en gatugrill med cafeteria, ett tvätteri, herr- och damfrisör. Kristianstadsbladet skriver vid invigningen: "Det är en hel stadsdel som växer fram: ännu så länge förefaller den kal, men en ny stadsdel skall bedömas först efter några år, då vegetationen, buskar och träd, hunnit växa till sig.”
De nybyggda bostadsområdena utanför stadskärnan fick snart sociala problem. Tidningsartiklar ger senare bilden att Österäng, Gamlegården och Charlottesborgs är bostadsområden som helt domineras  av flerfamiljshus, och att de har  stora sociala problem. En utredning av skolkontoret i Kristianstad visade att de tre områdena har störst nyinflyttning, flest ensamstående föräldrar och flest invandrare. Planerna på Österäng minskades då efterfrågan på hyreslägenheter minskade och tre planerade punkthus byggdes aldrig. Ökade efterfrågan på egna hem gjorde att ABK istället satsade på låga kedjehus i kvarteret Karlfeldt på Österängsområdet. Boendeinflytande blev ett nytt fokus och ABK decentraliserade kontakten med hyresgästerna. Boservice fick 1983 tre kontor med områdesförvaltning placerade på Lyckans Höjd, Gamlegården och Österäng.

## Undermåliga byggen uppdagas och måste byggas om

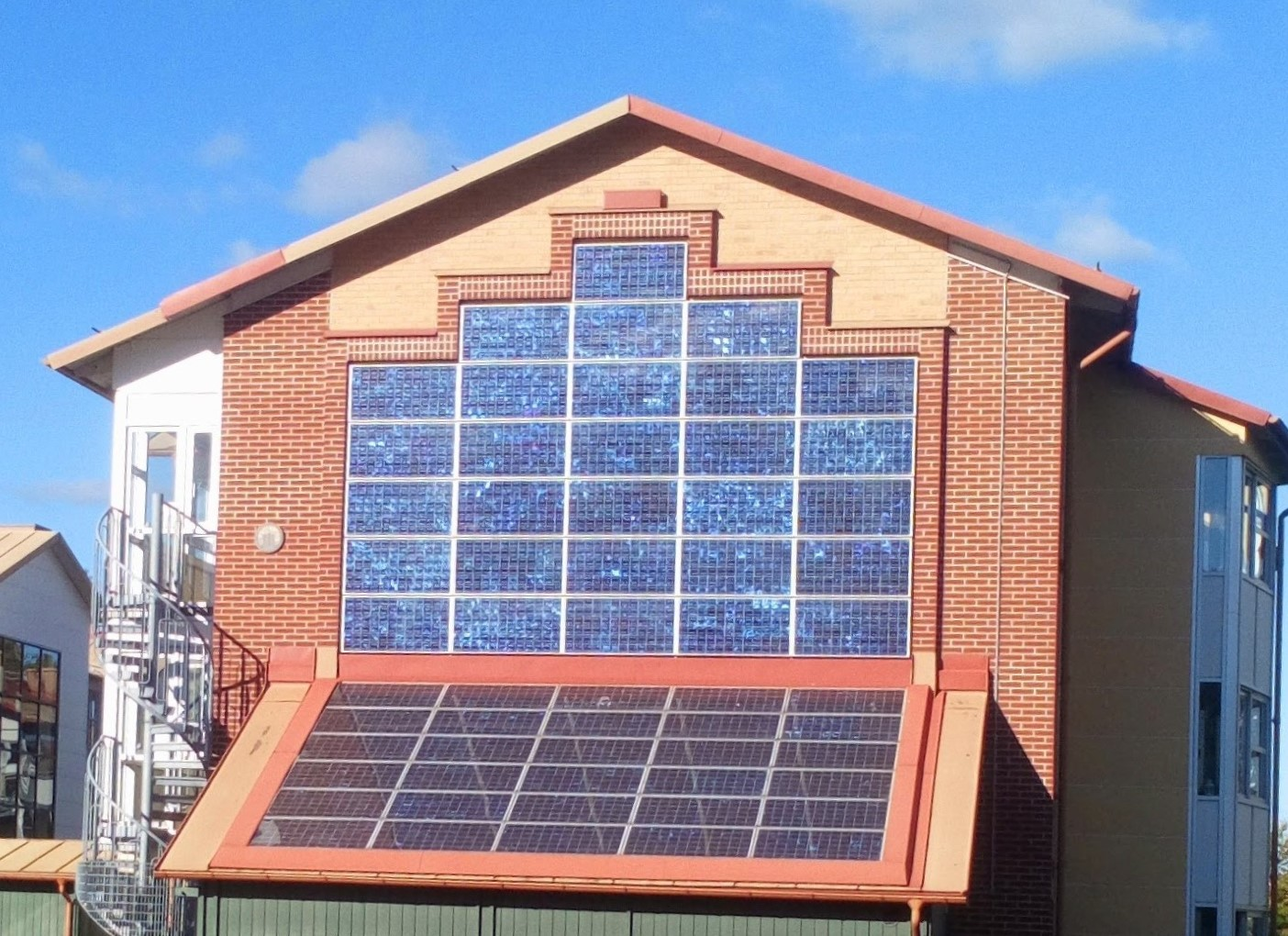
Solceller på de södra loftgångshusen på Österäng i Kristianstad. Foto 2024.

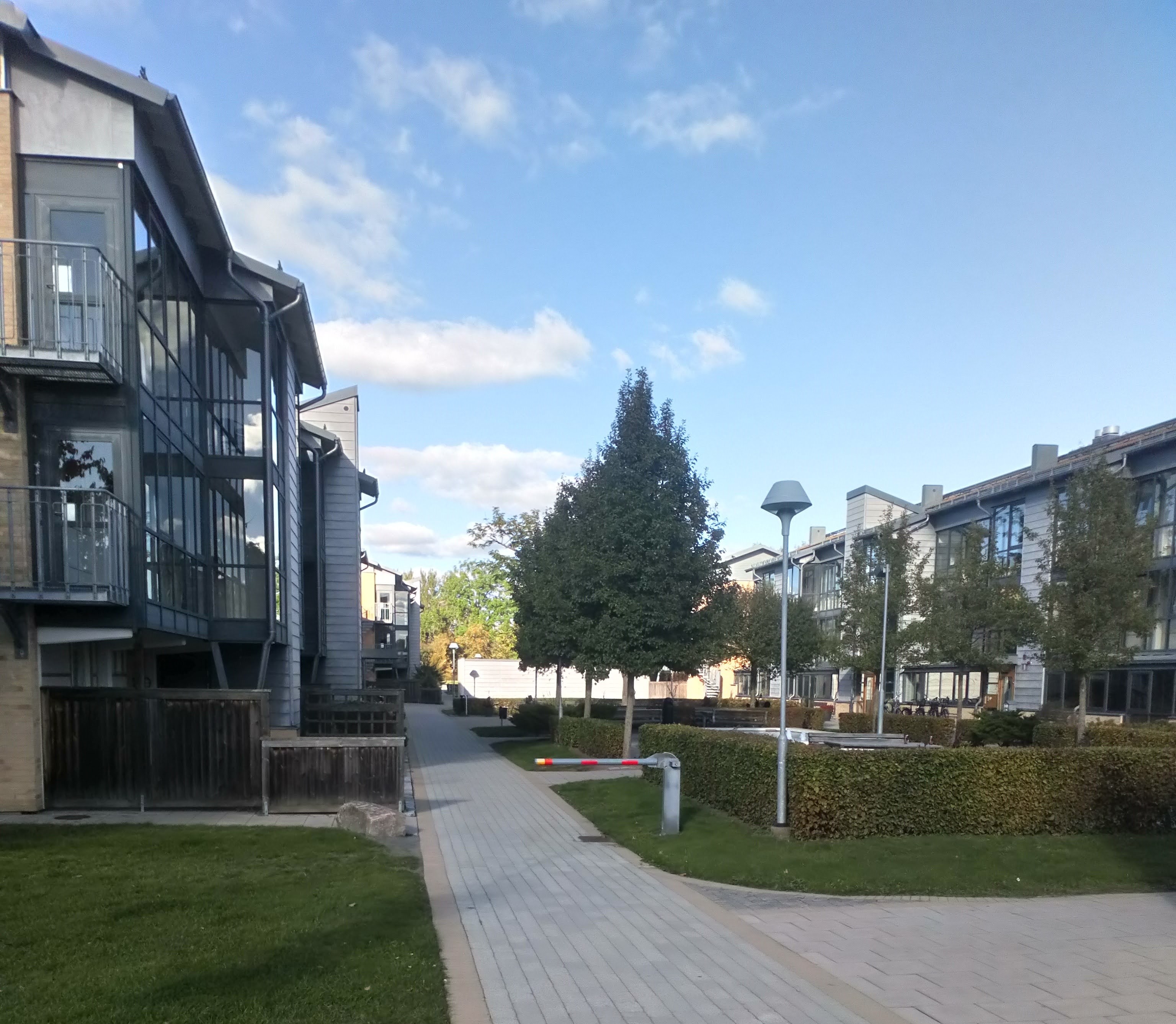
Loftgångshus med inglasade loftgångar

ABK tvingades konstatera redan på 1990-talet att fastigheterna på Österäng hade flera allvarliga brister, i synnerhet gällde detta loftgångshusen. När husen byggdes valdes undermåliga byggnadstekniska lösningar och detta avslöjades fort. Taken läckte, betongen var av låg kvalitet och grundförhållandena gav fuktproblem till följd. Lägenheterna var utrustade men de hade ändå låg standard. Hyresgäster drabbades av allergiska besvär orsakade av flytspackel och lim. De nyaste husen hade då bara dryga tio år på nacken och ABK stod ändå inför valet att riva eller bygga om. ABK valde att bygga om. ABK:s byggnadschef Per-Ola Pershaf uttalade i lokalpressen:  I dag kan man hitta de flesta felen på ett hus i just dessa loftgångshus. Där finns PCB, asbest och tryckimpregnerat trä som luktar riktigt illa.
Ombyggnaden av Österäng blev en viktig startpunkt för ABK:s miljösatsning. Byggtekniska problem detaljstuderades och bättre hållbarare lösningar hittades. Ombyggnaden började på södra delen av Österäng 1995 och ABK fick då statliga bidrag (LIP). Målet med bidraget LIP var en ekologiskt hållbar utveckling. Ombyggnaden gällde främst loftgångshusen men delvis även punkthusen. Erfarenheterna från arbetet gav en samling detaljerade rekommendationer hur byggande och husförvaltning borde fungera för att få en långsiktig hållbarhet. I ABK:s dokumentet delades  hållbarhet in i tre områden: ekologisk, social och ekonomisk. Under ombyggnaden tvingades ABK omvärdera vissa av dessa metoder. I inledningsskedet användes bara ursprungliga och helt naturbaserade material. Då underhållskostnader senare vägdes in vid val av byggnadsmaterial ändrades normerna. Ek i fönsterinfattningar ersattes av aluminium med lägre underhållsbehov. Österängs ombyggnad blev miljöinriktad och husen försågs med solfångare, solceller och frånluftvärmepumpar. Vid renoveringen tvingades de boende att tillfälligt evakueras, vilket gav olägenheter. Slutnotan för ombyggnaden blev en miljon kronor per lägenhet, alltså 10 gånger högre än den ursprungliga byggkostnaden, och det krävde en hyreshöjning. Kostnaden blev alltså mycket högre än för den ursprungliga byggnationen. Många hyresgäster som återvände var ändå nöjda. Hyran ökade med 600 kronor i månaden eller lite mer. Ombyggnaden blev mycket omskriven långt utanför Kristianstad. Loftgångshusen gavs ett helt nytt utseende jämfört med ursprunget. Efter år 2000 bekostades ombyggnaden helt av ABK utan statliga bidrag. Det undermåliga byggandet har orsakat kostnader för ABK på 700 miljoner kronor.

## Den yttre miljön omformas och socialt arbete med självförvaltning

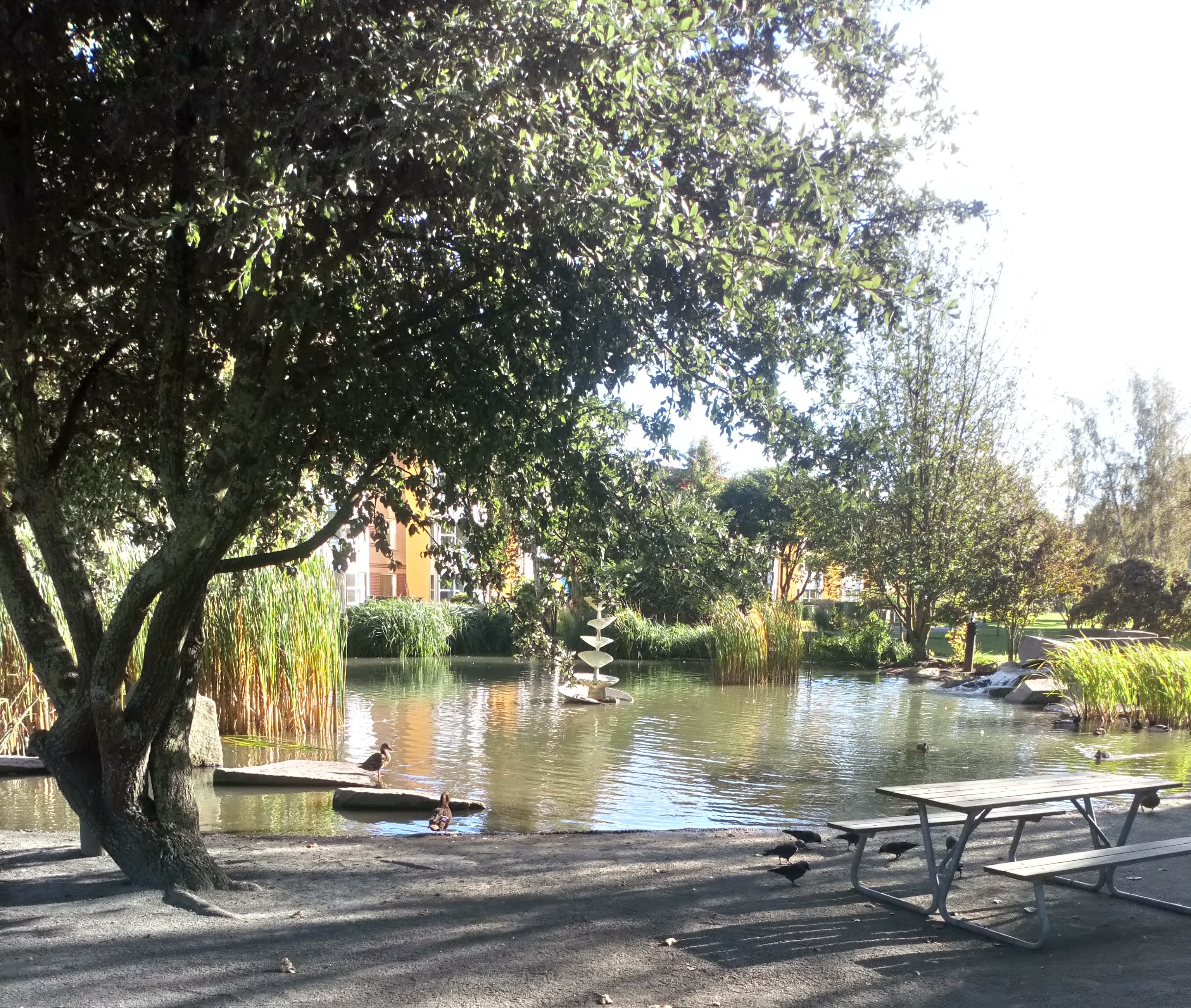
Dammar på Österäng i Kristianstad. Foto 2024.

Erfarenheterna från ombyggnaden på Österäng ökade intresset för boendemiljön även utanför lägenheterna och för gårdarna mellan husen. ABK:s Hans Rosenkvist utvecklade med inhyrda arkitekter yttre och inre rum för sociala aktiviteter. Dagvattenproblem löstes med anlagda dammar och små vattendrag som med dekorativa stensättningar och sittmöbler skapade sociala och rekreativa miljöer. Glasinklädda loftgångar utvecklades till rum för spontana mötesplatser. Man lade ned ett stort arbete med olika detaljer på bostadsområdet.
De stora bostadsområdena med dominerande flerbostadshus som Gamlegården och Österäng hade sociala problem. ABK satsade resurser för att öka trivsel och livskvalité och då betonades självförvaltning av områdena och bostadsmöten. Flera projekt startades. Hyresgästernas självförvaltning innebar att den som deltog i skötseln av fastighetens yttre och inre underhåll fick ersättning för detta. De positiva följderna blev bättre ordning och mindre skadegörelse och större personlig tillfredsställelse. I självförvaltningen ökades hyresgästernas engagemang för sin boendemiljö. På Österäng var fritidsgården stängd om somrarna. Ungdomar som var hemma under lovet hade ingen plats för sina aktiviteter. 2005 bekostade ABK  fritidsgårdens öppethållande. Resultatet blev att skadegörelsen i området minskade. Alla idéer fungerade däremot inte. Kulturmöten fick ingen framgång då bara invandrarfamiljer anmälde sig att delta.

## Centrum

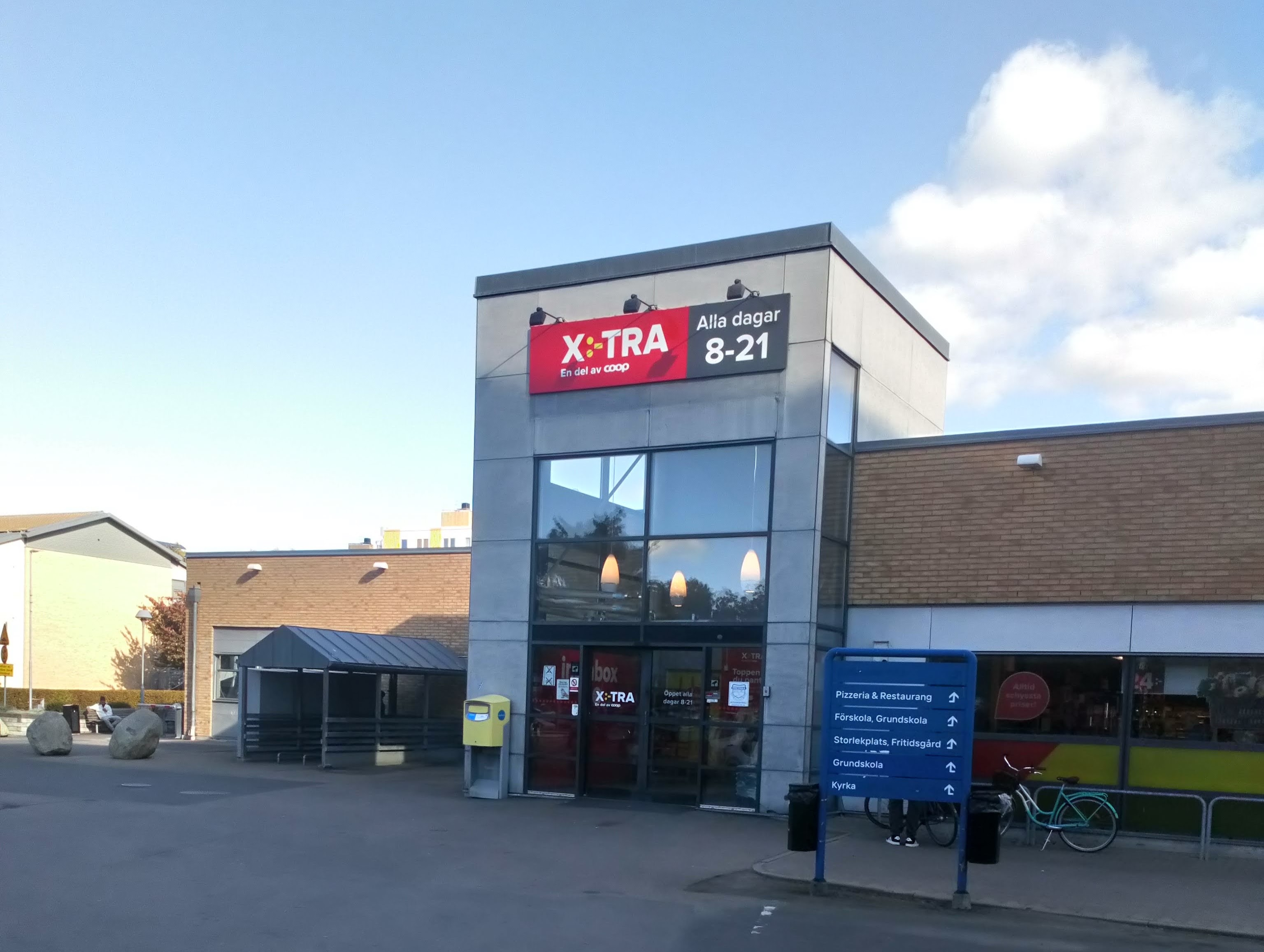
Coop Extra på Österäng.

2006 byggdes centrum på Österäng om av Skanska. Det var mer än en ombyggnad snarast en ny anläggning. Allt i den äldre byggnaden rensades ut och bara stommen stod kvar. Byggnaden blev 200 till 300 kvadratmeter större och försågs med en helt ny framsida med tegelfasad med glaspartier och stor entré i glas. På detta centrum öppnade Netto sin första butik i Kristianstad. Hyresgästerna på Österäng har en längre tid efterlyst en välsorterad butik på området. Ombyggnaden innebär att pizzerian får söderläge och verksamheten blev en riktig restaurang. Hyreskontraktet med Netto tecknades på tio år. ABK hade då försökt få dit en livsmedelskedja till Österäng under något år. Investeringen kostade ABK 15 miljoner kronor. Men bolaget får pengarna tillbaka genom hyresavtalet med Netto och ombyggnaden kommer inte att belasta hyresgästerna. Netto blir en fullsortimentsbutik med över 1000 artiklar och också ett mindre nonfood-sortiment. Kunderna kan tillgodose 90 procent av normalkonsumentens behov enligt Netto. 2018 köpte KF Nettos butiker och affären blev sedan en Coop Extra-butik.

### Gustaf Hellströmskolan
Skolan på Österäng döptes till Gustaf Hellström efter författaren. Skolan var inledningsvis välfungerande med elever med blandat ursprung. Omsättningen på personal var stor och de sociala problemen på området resulterade att alltfler elever kom att ha invandrarbakgrund. 2004 drabbades skolan av upprepade inbrott där datorer och symaskiner stals. 2006 firade skolan 30-årsjubileum. Redan då hade 75 procent av eleverna utländsk bakgrund och skolans resultat var sämre än normalt. Skolan menade sig ha bra lokaler, ett stadsbibliotek vägg i vägg med skolan och bra utbildade lärare. I kvalitetsredovisning 2006 menade skolan att språkinlärningen var ett stort problem då få kamrater talade svenska och att barnen mest talade sitt ursprungsspråk i hemmet.
Kristianstads skolor är ofta segregerade. På Gustav Hellströmskolan hade nio av tio elever utländsk bakgrund 2010 medan Kiaby skola i samma skolområde saknade elever med invandrarbakgrund. På Vilans skola löstes problemet då skolan lades ned och eleverna flyttade till Helgedal och Slättängskolan. På Fröknegårdskolan har man valt att  bussa elever till andra skolar dock med frivillighet som grund.
Gustaf Hellströmskolan var en mycket segregerad skola 2010. Många som bodde på Österäng har invandrarbakgrund, men svenskspråkiga elever har också sökt sig från skolan. Språksituationen var utmanande och skolan behövde en  nystart. Pierre Månsson och Anders Tell i utbildningsnämnden föreslog att skolan skulle bli friskola. De menade att ett nytt huvudmannaskap medför nya möjligheter och kan ge en nystart för att vända den negativa spiralen med elevflykt och ökad segregation som Gustaf Hellströmskolan har råkat in i. Så kan Gustaf Hellströmskolan få en framtid.

### Antonsskolan

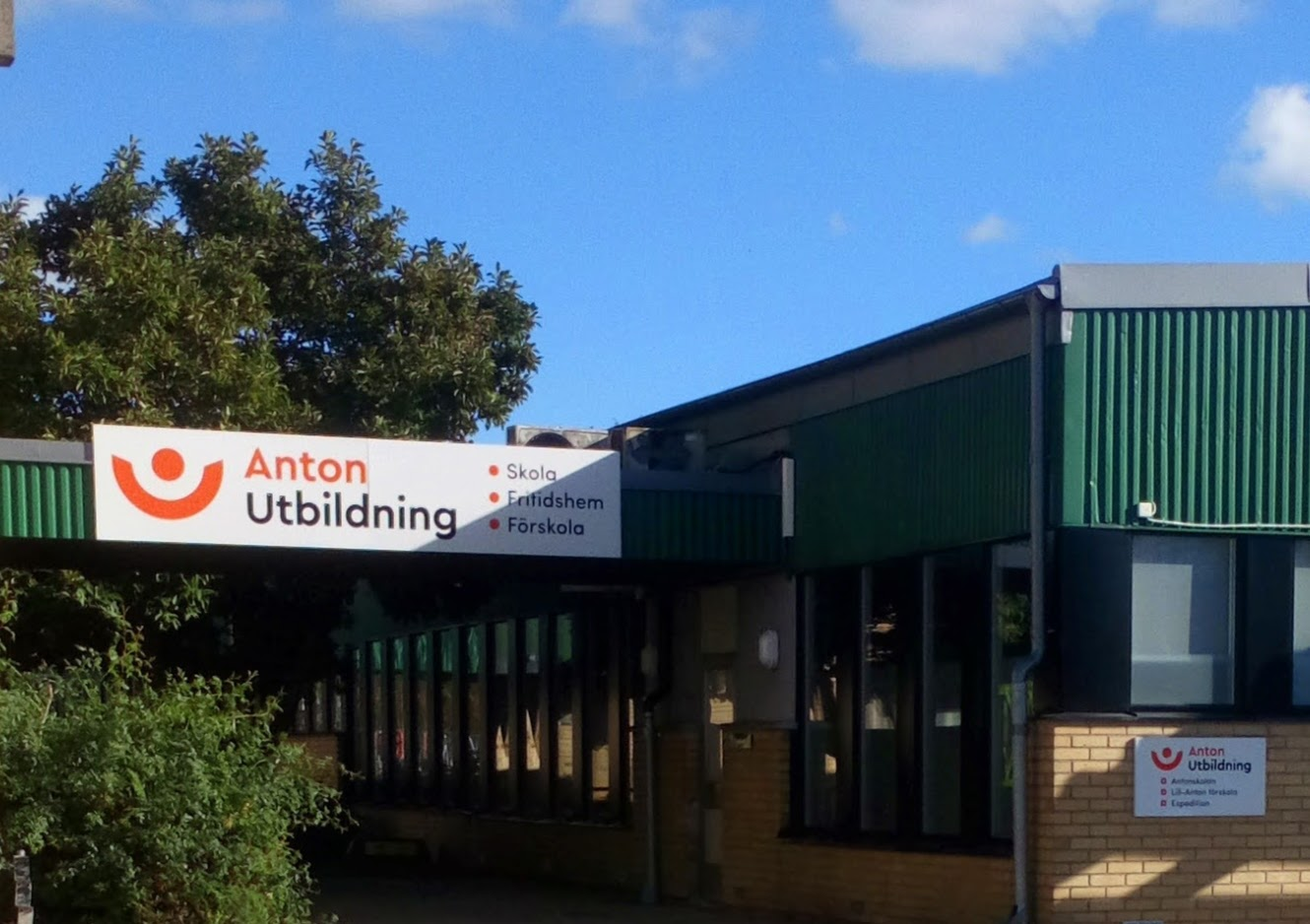
Antonskolan på Österäng.

Antonskolan tog över driften av den nya friskolan som ska ersätta Gustaf Hellströmskolan i Kristianstad. Gustaf Hellströmskolan var tidigare en kommunal skola. När barn- och utbildningsnämnden föreslog att skolan skulle läggas ner ville privata intressenter driva verksamheten. Antonskolan som redan drev en friskola på Lasarettsboulevarden i Kristianstad fick ta över driften. Antonskolan är en enparallellig skola med årskurser från förskoleklass till och med årskurs 9. Skolan hade 2024 totalt ca 225 elever. I anslutning  finns också Lillanton en förskola med 2 avdelningar.
2020 blev det klart att ABK hade planer på att riva centrumbyggnaden med Antonskolan förskola, fritids och biblioteket på Österäng. En ny skola ska enligt den planen uppföras på samma plats men med nya bostäder ovanpå. Den nuvarande byggnaden är 4 500 kvadratmeter stor. ABK menar att detta är ett vanligt sätt att bygga i större städer. Lokalerna skulle kosta 60 miljoner kronor att renovera enligt Karl-Henrik Persson, bygg- och inköpschef på ABK. Det är för dyrt enligt ABK. Visionen för ABK består i att bygga en nya skolabyggnad åt Anton och 50-60 lägenheter, både ovanpå skolan och i ett bostadshus intill. Det krävs en ny detaljplan för att bygget ska bli av vilket byggnadsnämnden har beslutat ska tas fram. Ett krav för att kunna bygga skola och bostadshus var bland annat att skyddsvallar mot översvämning byggs för området. Om ABK  också planerade för bibliotek, fritids och förskola i nybygget var oklart. Under sommaren 2021 renoverades Antonskolans korridorer och toaletter. Antonskolan på Österäng fick också ta över stadsbibliotekets lokaler för att omvandla detta till ett eget kreativt skolbibliotek. 2024 hade inte ABK:s planerade ombyggnad påbörjats men planen omnämns i översiktsplanen från 2021.

### Österängsbadet
Österängsbadet byggdes när Österängs centrum skapades. Det var utrustat med en 25 meters bassäng och hade ingen djupdel och var alltså anpassat för barn och simträning. Badet användes under nära 40 år innan Kristianstad kommuns fritidsnämnden slutade betala ABK för driften 2010. Vid ett tillfälle utrymdes badet efter ett falskt brandlarm 2007. Ett föremål som lagts på bastuaggregatet orsakade rökutveckling. 
När badet lades ner protesterade de lokala hyresgästföreningen på Albert Henning/Fredrik Bööks väg. Österängs bad var stängt på helgen öppet bara två eftermiddagar i veckan så redan innan stängningen användes Tivolibadet av de boende på Österäng. Med mera vilja från fritidsförvaltningen sida kunde öppettiderna ha varit generösare. Förvaltningen påstod att föreningsverksamhet och den obligatoriska simundervisningen i skolan kommer att utföras på Tivolibadet. Hyresgästerna hävdar att det finns föreningar som inte kommer att vara verksamma i Tivolibadet. Österängs förskolebarn kommer inte att kunna besöka badet så ofta. Simundervisningen i förskolan är inte obligatorisk. Resor till och från Tivolibadet kräver mer resurser. Sommarens aktiviteter som gjorts i ett samprojekt med ABK, fritidsgården och hyresgästföreningen blir också hotade.  Hyresgästföreningen uttrycker förståelse för behov att spara men man ser att prioriteringar med stora satsningar på Kristianstad arena sker samtidigt som man drar in på små badanläggningar som är viktiga föreningsliv och folkhälsa. Protesterna blev ohörda och inomhusbadet på Österängs centrum stängdes sommaren 2010. Det gick mer än två år då bassängen var fylld med vatten och pumpar och rening drevs vidare. Kommunen sade upp avtalet med ABK men först 2012 kom det definitiva beskedet från kommunen att det inte ska drivas ett bad i framtiden. 
2016 hade Österängsbadet ett nytt användningsområde. i början av november kom hyresgäster av ett annat slag. Badet har ombyggts till ett serviceboende som omsorgsförvaltningen hyrde av ABK. Där finns fyra lägenheter med samlingslokal, ett gemensamt kök och kontorsrum.

## Servicehuset Österängsgården

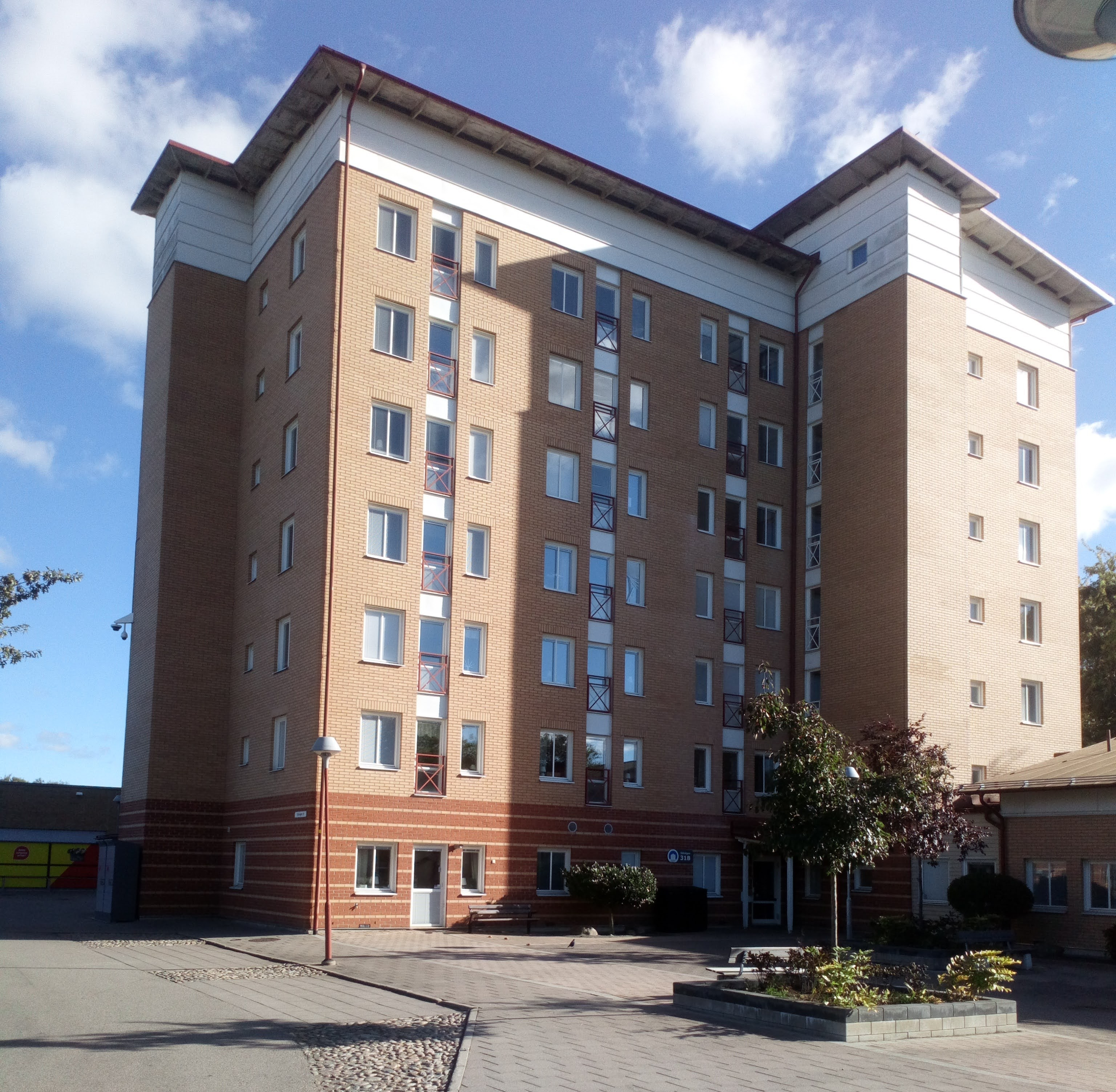
Servicehuset Österängsgården i Kristianstad byggt 1997. Foto 2024.

Österängsgården har sammanlagt 7 våningar med totalt 48 lägenheter. Alla lägenheter har toalett med dusch, pentry och en hall. På varje våning finns gemensamhetsutrymmen såsom dagrum, kök och balkong. Österängsgården är ett vård- och omsorgsboende på Österängsområdet med två olika inriktningar. Huset ligger nära livsmedelsaffär och kollektiva kommunikationer med stadsbussar. Österängsgården 1 består av plan 2, 3 och 4 med boende för personer med demenssjukdom. Österängsgården 2 disponerar plan 5, 6 och 7. Plan 5 är reserverat för personer med demenssjukdom, medan plan 6 och 7 är ett vanligt vård- och omsorgsboende.
Personalen på demensboendet utgörs av 2-3 personer på dagen och två personer på kvällspasset på varje våning. Sjuksköterska finns på dagtid vardagar, och på resterande tid tjänstgör en ambulerade sjuksköterska i östra området. Arbetsterapeut och sjukgymnast kan konsulteras vid behov. Läkare besöker boendet varje vecka, och kan göra hembesök vid behov.
Olika aktiviteter både i grupp och individuellt utformas på varje våning utifrån önskemål och förutsättningar. Österängs mötesplats för seniorer finns i entréplan. De boende kan gå ner för en stunds samvaro med andra seniorer eller delta i  olika aktiviteter. Mötesplatserna i Kristianstad har aktivitetsprogram som utformas varje månad.

## Socialt bostadsarbete, renoveringar och nya bostäder
Lägenheter anpassade för de svagaste grupperna på bostadsmarknaden: unga vuxna, studerande och äldre har skapats på området. Lägenheter i området blev seniorbostäder för att de hade extra god tillgänglighet. Speciella äldrebostäder byggdes också på Österäng i servicehuset Österängsården 1997. Under en tid omkring 2000 utvecklades digitaliseringen med bredbandsutbyggnad och större TV-utbud i fastigheterna, men utvecklingen gav också möjligheten för interna kommunikationsmöjligheter direkt mellan fastighetsbolag och hyresgäster. Efter år 2000 ökade ABK satsningar på underhåll och renoveringar av sitt övriga äldre lägenhetsbestånd och då kom erfarenheterna från Österäng till nytta. ABK investerade 1,5 miljarder kr. i förbättringsåtgärder. Omdaningen av Österäng slutfördes och området Lyckans Höjd renoverades. ABK började byta stammar i  delar av fastighetsbeståndet. Ombyggnaderna innebar stora energibesparingar genom flera olika smarta lösningar.
Efter tjugo år med renoveringar på Österäng byggdes också nya hus på området. Kombohus var ett nytt koncept där pengar sparades på projektering, ritningar och gemensamma inköp.  Det ökade effektiviteten och minskade kostnader. Gör man samma sak flera gånger blir man bättre och bättre på det, enligt projektledare Niklas Lööf. Totalt byggdes fyra nya hus på Österäng med 60 nya bostäder. Husen placerades längst mot öster på området. Bygget innebar en omfattande pålning i den gamla sjöbottnen och den populära pulkabacken flyttades och höjdes.
En idrottsplats för spontanidrott skapades  på Österäng i samarbete med allsvenska Kristianstad DFF inbjöds barn och unga till aktiviteter. Samtidigt inventerades och moderniserades sedan bolagets lekplatser. Österängsfestivalen har varit en viktig i det sociala arbetet men arbetet handlar inte om enstaka festliga tillfälle utan måste också bedrivas kontinuerligt.

## Översvämningsrisker

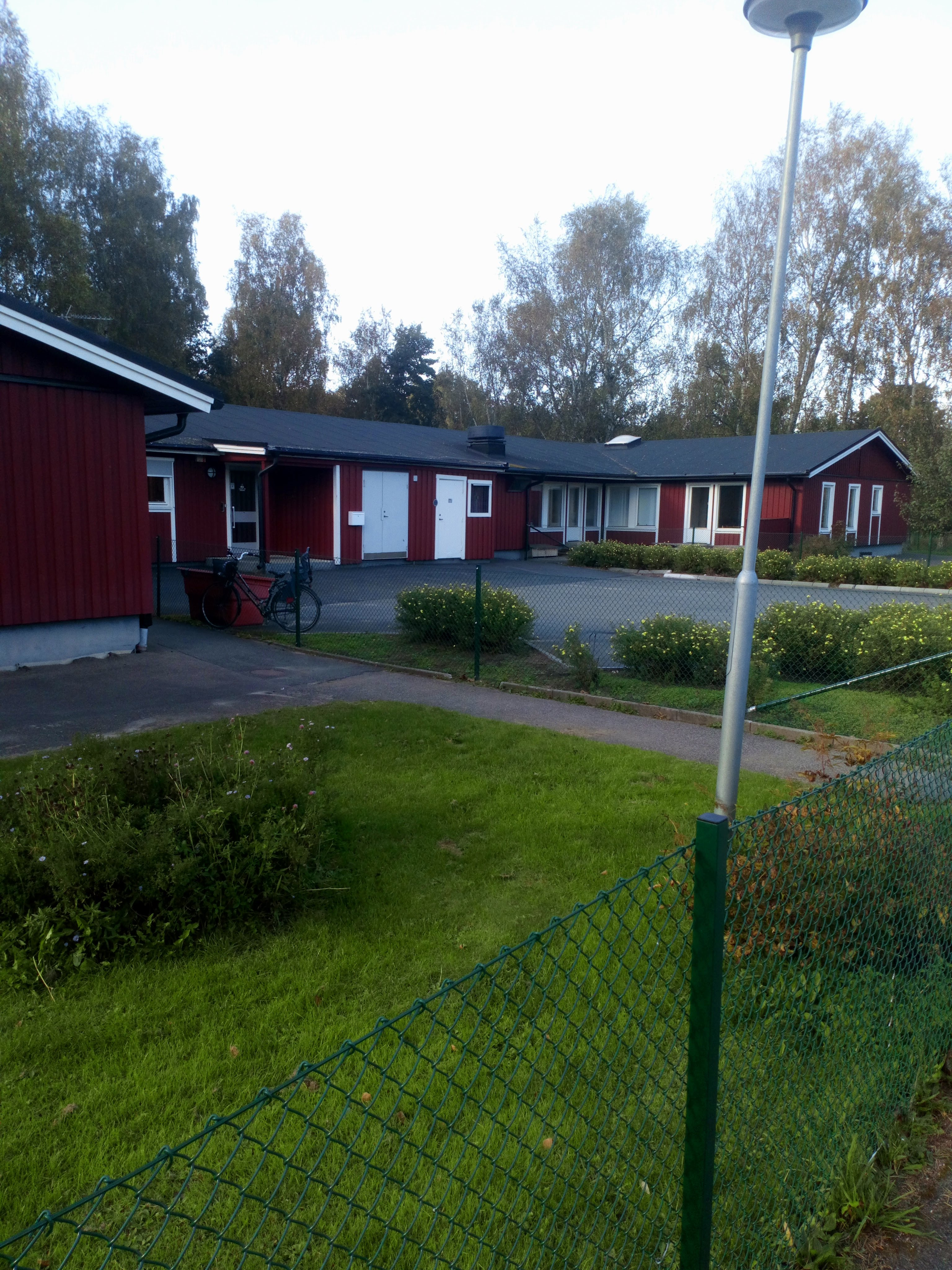
Förskolan Björket. Foto 2024.

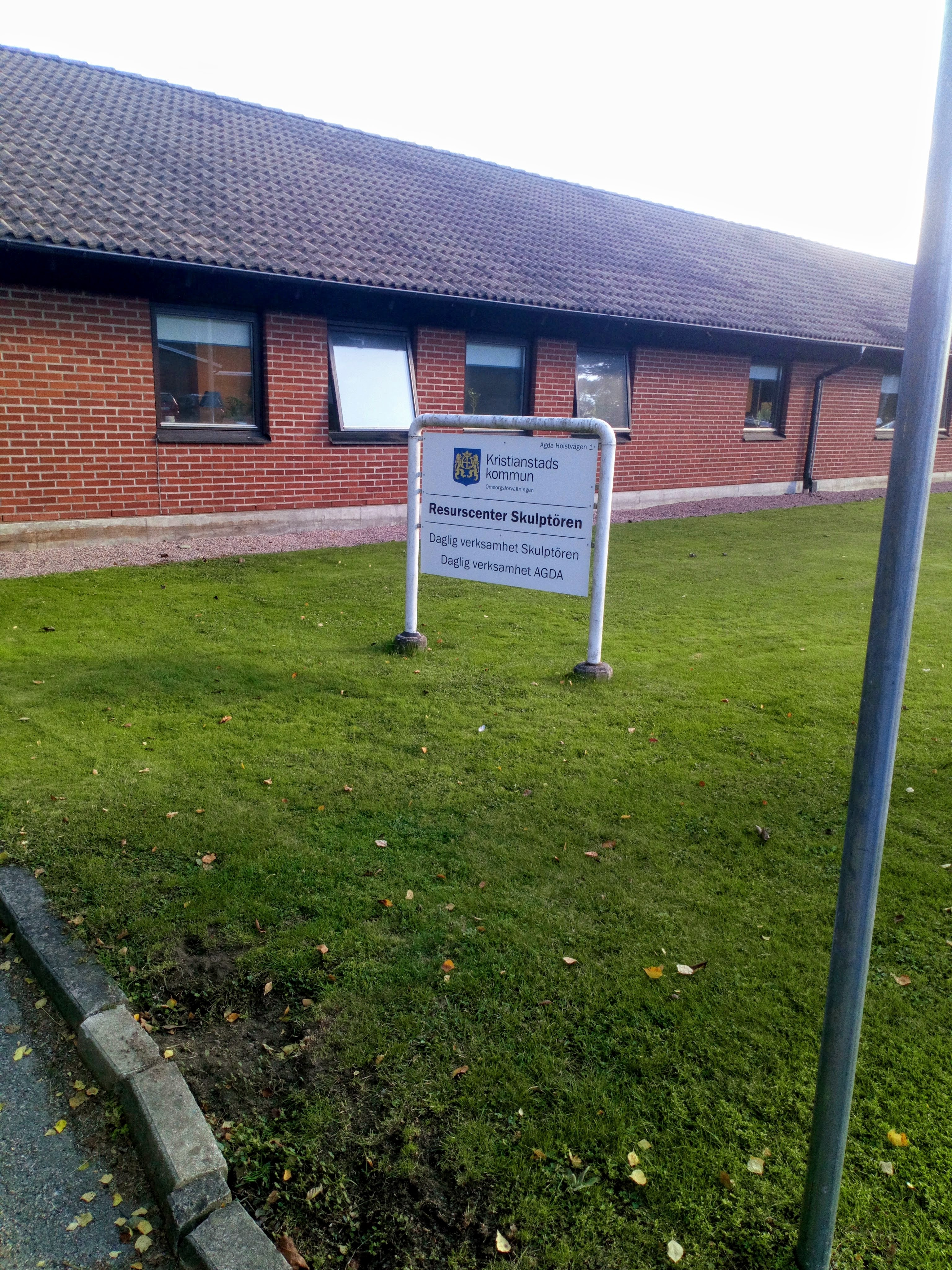

Österäng och Björket drabbas ofta av mindre översvämningar. Dessa orsakas  av att kanalen som avvattnar området och ska föra bort dagvattnet inte klarar stora vattenmängder som uppkommer vid kraftig nederbörd. Björket består i stort av sanka marker. Jordarten utgörs mest av lera och gyttja. Vatten blir stående och klan inte infiltrera i området. C4 teknik vill undersöka vilka åtgärder som behövs för att klara av ökade nederbördsmängder. Ökad nederbörd  ökar belastning på stadens hårt belastade kanalsystem. En dagvattendamm kan ta hand om vatten som svämmar över kanalerna i Björket och på Österäng. 
Utformningen av översvämningsskydd är oklar och attraktiva förslag önskades från de tekniska förvaltningarna. Ett attraktivt förslag på markanvändningen behövs också för att idén om utjämningsmagasin ska framstå som önskvärd. Planering av hållbar vattenhantering med ett perspektiv från landskapsarkitekturen synvinkel kan kombineras med det tekniska vattenperspektivet. Området ska vara attraktivt för brukare som exempelvis dagis, motionärer, hundägare och förbipasserande. Miljön ska vara en rekreativ miljö med attraktiv design. 
Platsen söder om Österäng har analyserats och estetiska, tekniska, funktionella perspektiv har varit förutsättningar. Platsen har öppen gräsmark, delvis trädplanterad gräsmark och sumpskog. Den öppna gräsytan har blandat gräs. Ytan klipptes två gånger om året. Träden som är planterade består av bok, björk och ek i en blandskog. Sumpskogen har också en blandning av trädslag men mest al och björk. Området har äldre små diken beklädda med träd som avdelar två stora öppna gräsklädda ytorna på området. Områdets yta är 31 hektar. Västerut gränsar det mot Björket ett större sammanhängande fritidsområde. Björkets norra utsträckning når fram till bostadsområdet Kulltorp och i söder slutar Björket vid Centralsjukhuset, men har en fortsättning söder om brandstationen. Marken omges av gatorna, i norr av Prästallén, i öster av Gustaf Hellströms väg och i söder av Lasarettsboulevarden. I områdets nordvästra ände ligger Björkets förskola och resurscentrum Skulptören, en dagvårdscentral. I sydvästra änden ligger Tandvårdshuset, förskolan Ängsskolan och Hemhult. 
Området kunde tidigare bara nås av bilburna på tre platser. I nordvästra delen via Agda Holsts väg där dagcentralen och Björkets förskola ligger. I norr finns en grusväg in på området nära Fredrik Bööks väg. I sydväst vid tandvårdshusets parkering finns en större öppen yta som väg in i området.  
Området som  sedan och harbenämns Prästaskogen delas på mitten av Lasarettsboulevarden. Till norra delen finns en ny ingång från Björket norr om Björkvallens IP. Det har också anlagts två ingångar från Lasarettsboulevarden, en i öst och en i väst. I norra delen av området finns två större samlingsplatser med sittplatser. Till södra delen finns ingång via Lasarettsboulevarden i väst och via J A Hedlunds väg i öst. I söder finns en större samlingsplats. 
På området  sattes träden i regelbundna rader som fortfarande kan upptäckas om man tittar noga under sin promenad genom skogen. Skogsträden är mestadels ek, med inslag av fågelbär, ask och lind. Täta bryn av fläder, slån och andra arter med blommor och bär ramar in området. Den växtligheten är bra för pollinerare och fåglar som kan hitta mat i brynen. 
Grönstrukturer på området utgjordes tidigare framför allt av Björketområdet. Skogspartier är insprängda i bebyggelsen. Vid sidan om området finns golfbana österut. Bebyggelsen runt området utgörs av Egnahemsområdet i väster, Österängsområdet i norr och Hammarområdet i  sydost bortom golfbanan. Viktiga byggnader i närområdet består av Österängsgymnasiet, förskolor och Kristianstads centralsjukhus som ligger nära området. 
Området avgränsas från Österängsområdet av Prästallén. Den gatan övergår i sista sträckan mot Gustaf Hellströms väg och har högre tillåten hastighet. Gustaf Hellströms väg är tungt trafikerad. Den fungerar som en barriär mot östra delen av området. Söderut är Lasarettsboulevarden inte så trafikerad. Väster om området finns mindre cykelvägar genom Björket 
Kanalen genom området passerar öster om Björket strax väster om Österängsgymnasiet. Kanalen följer sedan Prästallén  mot Gustaf Hellströms väg löper längs med Gustaf Hellströms väg rakt över Blekingevägen och ner mot Hammarsjön. En mindre kanal går från Lasarettsboulevarden ut i den större kanalen. Ett antal små diken dränerar ytor som lätt blir vattenmättade. Kanalsystemet riskerar översvämning vid stora nederbördsmängder på grund av kanalens stora tillrinningsområde. 
Områdets tillgänglighet var tidigare mycket begränsad. Inga vägar passerade igenom området. Väster om området i Björket var trafiken gående och med cyklande och i öster går fordonstrafiken på Gustaf Hellströms väg. Större tillgänglighet har nu ordnats in till området och igenom området. Grönstrukturen på området är en tillgång. Den inramar området och tar upp vatten. Trädstrukturen kan huggas på mindre bitar för att ge en ökad tillgänglighet. Bebyggelsen gör att området kan användas av olika brukargrupper. Nära området finns boendeområden, dagis, skola och ett koloniområdet Sommarstaden. På området finns växtlighet som kan ta omhand om en viss vattenmängd. Golfbanans överskottsvatten rinner i huvudsak ner i kanalen. Det är stora områden vars nederbörd som ska tas hand om, vilket skapar behov av större översvämningsytor inom området. 
Aktiviteter kan introduceras på området som aktiviteter för förskolebarn, hundägare, idrottare och andra förbipasserande. Det är lätt att orientera sig på platsen men många barriärer gör platsen svårare att använda. Områdets kan bli ett rekreations- och strövområde och samtidigt lösa översvämningsfrågan. Björket har redan rekreationsvärde och platsen har med små insatser inlemmas med björket  och det har ökat tillgänglighet på området. Delar av översvämningsproblematiken bör lösas även inom denna platsen. 